# Valérie Steffen
Pour les articles homonymes, voir Steffen.
Valérie Steffen, née le 31 décembre 1963 à Enghien-les-Bains, est une actrice française.

## Filmographie

### Cinéma
- 1983 : Un dimanche de flic de Michel Vianey : L'amie de Makovski
- 1986 : Cent francs l'amour : Otie
- 1986 : Prunelle Blues : Florence / Prunelle
- 1987 : La Brute : Régine Dalbray
- 1987 : Le Solitaire : Carole
- 1988 : La Travestie : Anne-Marie
- 1989 : Sauf votre respect (Try This One for Size) de Guy Hamilton
- 1990 : Le Dénommé de Jean-Claude Dague : Jacqueline
- 1995 : Daisy et Mona de Claude d'Anna
- 2001 : G@mer : Aurore
- 2002 : Blanche : Mme Arnouna
- 2003 : Le Cœur des hommes : Diane, l'adjointe de John
- 2007 : Christian : Isa
- 2007 : Le Cœur des hommes 2 : l'avocate
- 2007 : Tombé d'une étoile de Xavier Deluc
- 2017 : Chacun sa vie de Claude Lelouch

### Télévision
- 1983 : Diane Lanster (téléfilm) de Bernard Queysanne –
- 1995 : Highlander (série : saison 2, épisode 20 Le fils prodigue) de Dennis Berry – Inspecteur Bardot
- 2005 : La Tête haute –  Véronique Pitard
- 2008 : Julie Lescaut (série : saison 17, épisode 3 Prédateurs) de Jean-Michel Fages – Sandrine Lagarde